# V. Nanammal
V. Nanammal (24 février 1920 - 26 octobre 2019) a été la professeure de yoga la plus âgée en Inde. Elle a formé un million d'étudiants en 45 ans et enseignait à une centaine d'étudiants par jour. Six cents de ses élèves sont devenus des instructeurs de yoga dans le monde entier.
Son travail a été récompensé par le prix Nari Shakti Puraskar (en français : Prix du pouvoir des femmes) en 2016, et par la quatrième plus haute distinction civile du pays, la Padma Shri, en 2018,.

## Biographie

### Vie privée
Nanammal est née le 24 février 1920 dans une famille d'agriculteurs à Zameen Kaliayapuram, Coimbatore, en Inde. À l'âge de huit ans, elle apprend le yoga avec son père, et finit par maîtriser plus de 50 asanas.
Le père et le grand-père de Nanammal étaient tous deux des Registered Indian Medicine Practitioners (en français : Praticiens de médecine indienne agréés). Le yoga était leur tradition familiale et ils ne l'enseignaient à personne en dehors de la famille et il restait au sein du groupe. À cette époque, l'activité principale de la famille est la médecine traditionnelle Siddha et l'agriculture. Sa famille possède des fermes de noix de coco et de cajou dans l'État du Kerala.
Le mari de Nanammal était un praticien Siddha et s'occupait d'agriculture et de culture, avec qui elle a déménagé à Negamam et plus tard à Ganapathy (en),. Elle cultive un penchant pour la naturopathie, après son mariage. Elle a cinq enfants, douze petits-enfants et onze arrière-petits-enfants.

### Yoga
Nanammal commencé à pratiquer le yoga à l'âge de 8 ans. Selon Nanammal, son père connaissait les arts martiaux et lui a enseigné le yoga. Elle continue à pratiquer le yoga tout au long de sa vie.
En 1972, elle créé le centre Ozone Yoga à Coimbatore. Nanammal et sa famille, suivent les traditions transmises aux générations suivantes. Le centre enseigne son style de yoga traditionnel, qui se concentre davantage sur le Pranayama (contrôle de la respiration),. L'école de yoga Ozone a été créée par elle et depuis lors, Nanammal et sa famille ont enseigné le yoga à plus de 100 000 personnes.
Au cours des cinq dernières décennies, Nanammal a formé plus d'un million d'étudiants et a continué jusqu'à la fin de sa vie à enseigner à 100 étudiants par jour au centre Ozone Yoga. Environ 600 de ses étudiants, dont 36 membres de sa famille, sont devenus des instructeurs de yoga qui enseignent à des étudiants dans le monde entier,. Selon son fils Balakrishnan, elle a formé plus de 60 membres de sa famille en tant que professeurs de yoga au cours de sa vie.

### Vie ultérieure et décès
Nanammal a tenté d'entrer dans le Livre Guinness des records en enseignant le yoga à plus de 20 000 étudiants et passionnés à Coimbatore. Son objectif était de sensibiliser les femmes, principalement les étudiantes, aux techniques du yoga en se rendant dans divers établissements d'enseignement pour résoudre plusieurs problèmes de santé, notamment après le mariage. Elle s'apprêtait également à participer à l'émission de télé-réalité indienne India's Got Talent en tant que candidate. Elle a gagné en popularité sur YouTube, où l'on peut voir des vidéos d'elle exécutant des positions de yoga difficiles dans sa tenue habituelle, un sari rose.
Nannamal fait une chute de son lit, à l'automne 2019, et a été confinée au lit par la suite,. Elle est décédée le 26 octobre 2019, à Coimbatore.

### Note
- (en) Cet article est partiellement ou en totalité issu de l’article de Wikipédia en anglais intitulé « V. Nanammal » (voir la liste des auteurs).